# Luis Fernando Sepúlveda
Pour les articles homonymes, voir Sepulveda.
Sepúlveda  Villar est un nom espagnol. Le premier nom de famille, en général paternel, est Sepúlveda ; le second, en général maternel, souvent omis, est Villar.
Luis Fernando Sepúlveda Villar, né le 8 avril 1974 à Curicó, est un coureur cycliste chilien.

## Palmarès sur route

### Par années
- 1999
  -  Champion du Chili sur route
  - Tour du Chili
- 2000
  -  Champion du Chili du contre-la-montre
  - Tour du Chili
- 2001
  - Prologue du Tour du Chili
  - 3e du championnat du Chili du contre-la-montre
- 2002
  - 1re étape du Tour du Chili
- 2004
  - 7e étape du Tour du Chili
- 2006
  - 2e du championnat du Chili sur route
  - 2e du championnat du Chili du contre-la-montre
  - 3e du Tour du Chili
- 2008
  - 1re étape du Tour de Bolivie
  - 4e étape du Tour de l'Équateur
  - 3e du championnat du Chili du contre-la-montre
- 2009
  - 1re et 2e étapes de la Vuelta a la Independencia Nacional
  - Classement général de la Vuelta a la Independencia Nacional
  - 1re étape du Volta do Paraná
- 2010
  -  Champion du Chili sur route
  - 8eb étape du Tour de Bolivie
- 2012
  - 4e étape du Tour de Bolivie
- 2018
  - 2e du championnat du Chili du contre-la-montre

### Classements mondiaux
| Année            | 2005 | 2006 | 2007 | 2008 | 2009 | 2010 | 2011 | 2012 | 2013 |
| ---------------- | ---- | ---- | ---- | ---- | ---- | ---- | ---- | ---- | ---- |
| UCI America Tour | 245e | 147e | 187e |      | 4e   | 210e | 274e |      | 254e |

## Palmarès sur piste

### Jeux olympiques
- Atlanta 1996
  - 16e de la poursuite par équipes[8].

### Championnats du monde
- Bordeaux 1998
  - 8e de la course aux points[9].
- Berlin 1999
  - 15e de la poursuite par équipes[10].
  - Abandon lors de la course aux points[11].
  - Abandon lors de la course à l'américaine[12].
- Apeldoorn 2011
  - 14e de la poursuite par équipes
  - 17e de la course aux points
- Melbourne 2012
  - 12e de la poursuite par équipes[13].
  - 13e de la course aux points[14].
- Londres 2016
  - 8e de la course aux points

### Coupe du monde
- 1999
  - 2e de la course aux points à San Francisco

- 2004-2005
  - 3e de la course aux points à Moscou

### Championnats panaméricains
- Curicó 1994
  -  Médaillé de bronze de la poursuite par équipes (avec José Medina, Manuel Arriagada et Víctor Garrido).
- Puerto La Cruz 1996
  -  Médaillé d'argent de la poursuite par équipes (avec José Medina, Marco Arriagada et Marcelo Arriagada).
- Medellín 2001
  -  Médaillé d'or de la poursuite par équipes (avec Antonio Cabrera, Marco Arriagada et Marcelo Arriagada).
- Mar del Plata 2005
  -  Médaille d'or de la poursuite par équipes.
  -   Médaille d'argent de l'américaine.
- São Paulo 2006
  -  Médaillé d'or de la poursuite par équipes (avec Enzo Cesario, Gonzalo Miranda et Antonio Cabrera)[15].
  -  Médaille d'argent de l'américaine (avec Enzo Cesario)[16].
- Valencia 2007
  -  Médaille d'argent de l'américaine.
- Montevideo 2008
  -  Médaille d'argent de l'américaine.
- Medellín 2011
  -  Médaillé d'argent de la poursuite par équipes.
- Mar del Plata 2012
  -  Médaille d'or de la poursuite par équipes.
- Aguascalientes 2014
  - Quatrième de la poursuite par équipes (avec Antonio Cabrera, Luis Mansilla et Pablo Seisdedos)[17].
- Santiago 2015
  -  Médaille d'or de la course aux points.
  -  Médaillé de bronze de la poursuite par équipes (avec Cristian Cornejo, Elías Tello et Felipe Peñaloza).
  -  Médaillé de bronze de l'américaine (avec Gonzalo Miranda).
- Couva 2017
  -  Médaillé de bronze de la poursuite par équipes (avec Elías Tello, Cristian Cornejo et Antonio Cabrera).

### Jeux panaméricains
- Winnipeg 1999
  -  Médaillé de bronze de l'américaine
- Saint Domingue 2003
  -  Médaillé d'or de la poursuite par équipes
- Rio de Janeiro 2007
  -  Médaillé d'or de la poursuite par équipes
- Guadalajara 2011
  -  Médaillé d'argent de la poursuite par équipes

### Jeux sud-américains
- Mar del Plata 2006
  -  Médaillé d'argent de la poursuite par équipes[18]
- Cochabamba 2018
  -  Médaillé d'argent de la poursuite par équipes

### Jeux bolivariens
- Santa Marta 2017
  -  Médaillé d'argent du scratch